# Leucania lithargyroides
Leucania lithargyroides är en fjärilsart som beskrevs av Sir George Hamilton Kenrick 1917. Leucania lithargyroides ingår i släktet Leucania och familjen nattflyn. Inga underarter finns listade i Catalogue of Life.